# 肉瘤
肉瘤（sarcoma），或稱惡性肉瘤，是一种恶性肿瘤，组织来源为支持组织—间胚叶组织（准确一点，来自中胚层）。
与上皮组织恶性肿瘤（carcinoma，癌）和血液及骨髓的恶性肿瘤（血癌和恶性淋巴瘤）一道，肉瘤属于恶性肿瘤病变。
肉瘤的发生机率比癌症低，恶性肿瘤病变裡約有1%是肉瘤。
肉瘤的来源为间充质支持组织—间胚叶组织（结缔组织、骨骼、软骨、肌肉和脂肪组织）。
| 表: 肉瘤与癌的区别 |                                      |                                            |
| 区别               | 癌                                   | 肉瘤                                       |
| 组织来源           | 上皮組織                             | 間葉組織                                   |
| 发病率             | 常见，恶性肿瘤中80%以上              | 少见，恶性肿瘤中的1%                       |
| 形态               | 灰白色，质硬，梨状                   | 灰红色，均匀，细腻，质软，鱼肉状           |
| 镜下形态           | 癌细胞排列呈巢状，实质与间质分界明显 | 癌细胞分散排列，实质与间质交织混杂         |
| 转移               | 淋巴道转移多见                       | 血道转移多见                               |
| 发病年龄           | 中老年居多，青少年少见               | 年龄分布广泛，青少年的恶性肿瘤中以肉瘤居多 |

## 肉瘤的分类

### 病理学分级
除了根据组织结构命名，肉瘤也根据细胞与亚细胞的生物行为的出现频率被分级（高分化、中度分化、低分化）。尽管有时候也使用放射疗法与化疗来治疗高分化肉瘤，但是通常通过外科手术医治。中度与低度分化的肉瘤更多结合了手术、化疗与放射疗法治疗。由于低分化的肉瘤更可能局部浸润和远处转移，这些肉瘤通常需要利用更激进的疗法治疗。许多肉瘤对于化疗药物十分敏感的发现已经显著地提高了患者的存活率。例如，在利用化疗治疗肉瘤之前，有局部骨肉瘤的患者长期存活率只有大约20%，但是如今已经提升到60%-70%。

### 肉瘤的种类
根据WHO的分类，肉瘤被分成大概100多种。分类主要是根据其组织来源、其分子遗传学变化、其形态和其生理特点进行的。

## 肉瘤是恶性肿瘤
1、肉瘤是上皮细胞以外的细胞发生的恶性肿瘤。如构成胃肠道的肌肉细胞、构成骨、结缔组织、脉管、神经的纤维细胞发生的恶性肿瘤。
2、血液内的白血病等也是肉瘤的一种，因此称为血液的恶性肿瘤。
3、多重癌多数癌是在一个器官中发生的，而同时在两个以上的器官发生的也有。后一种情况大多数与转移有关，但是也有与转移无关的多重癌发生。
4、一处肿瘤治好了，新的部位肿瘤又出现，这就是多重癌。多重癌不是癌转移。一处肿瘤治好了，又有另一处出现肿瘤，这就称为二重癌。
5、多重癌有增加的趋势，据报告多重癌约占癌症患者的6%。多重癌在较容易治好的乳腺癌、喉癌、口咽癌、胃癌中比较多见。
例子有：
- 尤文氏肉瘤
- 软骨肉瘤
- 纤维肉瘤
- 脂肪肉瘤
- 横纹肌肉瘤
- 骨肉瘤
- 神经肉瘤
- 血管肉瘤

## 流行病学
肉瘤在美国每年只有大约15000例，非常罕见；因此肉瘤在美国每年150万新发现的癌症中的患病率有1%左右。
肉瘤影响各个年龄阶层的人。35岁以下的人被诊断出他们中有约50%的骨肉瘤患者以及20%的软组织毒瘤患者。相比儿童，有一些例如平滑肌肉瘤、软骨肉瘤以及胃肠道基质肿瘤的肉瘤在成人患者中更为常见。 大多数低分化骨肉瘤，包括尤文氏肉瘤和骨肉瘤在青少年和儿童中更为常见。

## 认知
在美国，七月被普遍认为是肿瘤认知月。
在2016年12月，英国医药公司MidMeds以提高癌症认知度为基本目的，发起在英国的肿瘤日。

## 引用
1. ↑  《病理学》，西安交通大學醫學院病理學司履生教授.
2. ↑  Buecker, P. . 2009-04-15  [2017-04-25]. （原始内容存档于2020-12-04）.
3. ↑  Longhi A, Errani C, De Paolis M, Mercuri M, Bacci G. . Cancer Treat Rev.   [2017-04-25]. PMID 16860938. doi:10.1016/j.ctrv.2006.05.005. （原始内容存档于2020-05-19）.
4. ↑  Borden EC, Baker LH, Bell RS;  et al. .   [2017-04-25]. （原始内容存档于2020-04-15）.
5. ↑  American Cancer Society. .   [2017-04-25]. （原始内容存档于2010-02-08）.
6. ↑  American Society of Clinical Oncology. .   [2017-04-25]. （原始内容存档于2021-04-21）.